# Tångeråsen
Tångeråsen är en by i Offerdals socken, Krokoms kommun, Jämtland, mellan Valla och Gärde.
På hällristningarna i Gärdesån, som är bland de allra äldsta i Sverige, finns bl.a. älgar avbildade. En älg är 365 cm lång och en av de största på en hällristning i Norden. 
Tångeråsen är bland de tidigast omtalade byarna i Offerdals socken. Redan år 1346 omtalas en Asbernus in Tangerase, det vill säga Asbjörn i Tångeråsen. Tångeråsen har liksom många andra byar i Offerdals socken präglats av jordbruksnäringen. Från Tångeråsen finns en gammal gångväg till Önet och Kaxås och vidare till Offerdals kyrka i Ede. 
I grannbyn Valla har funnits livsmedelsaffär. Skolan i Tångeråsen lades ned år 1968. I Tångeråsen finns bland annat en bygdegård, vilken byggdes år 1949 och renoverades 1983-1984. I Tångeråsen finns vidare ett aktivt byalag som bland annat har byggt en friluftsteater vid Gärdesån.